# Bekim Fehmiu
Bekim Fehmiu [bɛˈkim fɛhˈmiu] (serbe : Беким Фехмију) est un comédien et acteur yougoslave d'origine albanaise, né le 1er juin 1936 à Sarajevo et mort le 15 juin 2010 à Belgrade.
Il connaît la notoriété grâce à son interprétation du rôle principal dans J'ai même rencontré des Tziganes heureux d'Aleksandar Petrović, film primé au Festival de Cannes 1967. Remarqué par le producteur italien Dino De Laurentiis, il interprète son plus grand rôle en jouant le personnage d'Ulysse dans la série télévisée L'Odyssée. Il tourne par la suite dans une quarantaine de films, notamment en Italie. Il a été le premier acteur d'Europe de l'Est à jouer à Hollywood pendant la guerre froide et l'un des acteurs albanais les plus connus au monde.

## Biographie

### Origines
Fehmiu est né à Sarajevo, dans une famille albanaise,, originaire de Gjakovë, au Kosovo. Son père l'imam Ibrahim Fehmiu (sq) (1892-1951) adopte le surnom « Fehmiu » au lycée comme nom de famille en remplacement de l'original Imer Halili. La famille déménage à Scutari, en Albanie, où elle passe trois ans, et retourne en 1941 à Prizren, où Bekim passe son enfance. Il fait partie de 1956 à 1960 de la troupe théâtrale de son lycée à Prizren et, après avoir obtenu son diplôme dans la classe de la professeure Mata Milošević (sh), il devient membre du Théâtre populaire du comté de Pristina, le seul théâtre professionnel de langue albanaise en Yougoslavie,. Il est diplômé de la Fakultet dramskih umetnosti (sh) de l'Université des arts de Belgrade en 1960.

### Carrière cinématographique
En 1960, Fehmiu devient membre du Théâtre dramatique yougoslave de Belgrade, qu'il quitte en 1967, invoquant un mauvais traitement, pour devenir un artiste autodidacte.
Le film J'ai même rencontré des Tziganes heureux (1967), une représentation subtile de la vie des Tziganes qui a remporté deux prix au Festival de Cannes 1967 et a été nommé aux Oscars du meilleur film en langue étrangère, a été la grande révélation de Fehmiu. Connu pour son apparence macho et ses manières douces, Fehmiu est alors courtisé par les cinéastes occidentaux et signe un contrat avec le producteur Dino De Laurentiis. C'est ce dernier qui, en 1968, lui confie le rôle d'Ulysse dans la célèbre mini-série L'Odyssée. Ce fut la première superproduction de la télévision italienne et Fehmiu devint une icône dans certaines parties de l'Europe.
Fehmiu semblait promis à la célébrité à Hollywood, mais son premier film américain, Les Derniers Aventuriers (1970) de Lewis Gilbert, fut un fiasco critique et commercial qui « ruina toutes les chances de Fehmiu d'atteindre la même renommée à Hollywood dont il jouissait en Europe ». En 1971, Fehmiu participe au western Les Dynamiteros, réalisé par Burt Kennedy. En 1973, il joue le rôle d'un père débordé dans le film déchirant de Raimondo Del Balzo, Les Dernières Neiges de printemps, puis en 1975, il joue le rôle de l'ex-politicien Alexander Diakim dans le film La Trahison, avec Ava Gardner, Nicole Calfan et Dirk Bogarde. En 1976, Fehmiu interprète un pilote fictif de la Luftwaffe assassiné, Hans Reiter, dans le film de Tinto Brass, Salon Kitty, aux côtés de Helmut Berger, Ingrid Thulin et Teresa Ann Savoy. Il interprète également un terroriste palestinien dans le thriller politique Black Sunday de John Frankenheimer en 1977. Malgré le peu de succès de ses films hollywoodiens, il réussit bien dans le cinéma d'auteur européen ainsi qu'au théâtre, ce dernier étant son moyen d'expression préféré. Il a interprété le père de Mère Teresa, Nikola Boyaxhiu, dans le film La voce (it), en 1982. Il a joué le rôle de Joseph dans la production italienne Un bambino di nome Gesù (1987). Il devait jouer dans le film Genghis Khan (1992), qui n'a finalement jamais été réalisé.
En 1987, pour protester contre le traitement réservé par le gouvernement yougoslave aux Albanais du Kosovo, il quitte la scène du Théâtre dramatique yougoslave de Belgrade pendant la pièce Madame Kollontai d'Agneta Pleijel. Peu après, il quitte complètement le cinéma.

### Vie privée

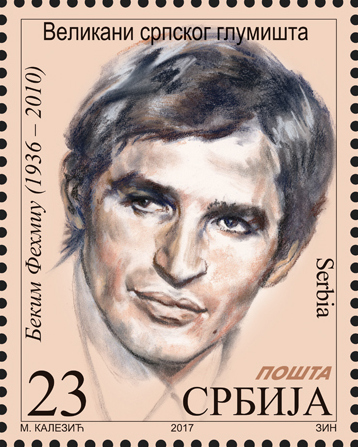
Fehmiu sur un timbre serbe de 2017.

Fehmiu a été marié à l'actrice serbe Branka Petrić (sh). Le couple a eu deux fils, Hedon et Uliks, et résidait dans le quartier de Zvezdara à Belgrade. Uliks Fehmiu (sr) est également acteur.

### Mort
Fehmiu a été retrouvé mort le 15 juin 2010 dans son appartement à Belgrade. Selon les premiers rapports, la piste du suicide est privilégiée,. Le ministre de l'Intérieur Ivica Dačić a déclaré que Fehmiu avait été retrouvé abattu dans son appartement et que l'arme avait été enregistrée au nom de Fehmiu. Il était âgé de 74 ans. Son corps a été incinéré et les cendres ont été dispersées à Prizren Bistrica à Prizren, sa maison d'enfance.

## Postérité
Le New York Times a surnommé Fehmiu le « bourreau des cœurs yougoslave » pour ses conquêtes de jeunesse et ses relations avec des personnalités comme Brigitte Bardot et Ava Gardner. Des décennies après sa dernière apparition à l'écran, les lectrices d'un grand magazine féminin italien l'ont élu comme l'un des dix hommes les plus séduisants du XXe siècle.
Fehmiu a joué dans 41 films entre 1953 et 1998. Il a été l'un des premiers acteurs albanais de théâtre et de cinéma à jouer dans des théâtres et des films dans toute la Yougoslavie, avec Abdurahman Šalja (sh), Faruk Begolli (sh) et Enver Petrovci (sh), apparaissant dans une série de rôles qui ont changé l'histoire du cinéma de Yougoslavie et ont laissé une marque dans les développements artistiques ailleurs. À la fin de sa carrière, il avait joué dans des productions cinématographiques en neuf langues, dont les langues balkaniques, le français, l'espagnol, l'anglais et l'italien.
En 2001, il publie à Belgrade son autobiographie intitulée Blistavo i strasno (serbe : Блиставо и страшно), qu'il avait écrite avant 1985,.

## Filmographie
- 1961 : Tu ne tueras point de Claude Autant-Lara
- 1962 : Saša (sh) de Radenko Ostojic
- 1964 : Pod isto nebo (sh) de Ljubiša Georgievski (sh) et Miomir Miki Stamenković (sh)
- 1965 : Neprijatelj (sh) de Živojin Pavlović
- 1965 : Ko puca otvoriće mu se (sh) de Marko Babac
- 1965 : Klakson (sh) de Vojislav Rakonjac Kokan (sh)
- 1965 : Devojka (sh) de Mladomir Puriša Đorđević
- 1966 : Morgan (Morgan: A Suitable Case for Treatment) de Karel Reisz
- 1966 : Roj (sh) de Mića Popović
- 1966 : Vreme ljubavi (sh) de Vlada Petric (sr) et Nikola Rajic
- 1966 : Tople godine (sh) de Dragoslav Lazic (sr)
- 1967 : J'ai même rencontré des Tziganes heureux (Skupljaci perja) d'Aleksandar Petrović
- 1967 : Protest (sh) de Fadil Hadžić (sh)
- 1968 : Uzrok smrti ne pominjati (sh) de Jovan Živanović
- 1968 : L'Odyssée (L'Odissea) de Franco Rossi, Piero Schivazappa et Mario Bava
- 1970 : Les Derniers Aventuriers (The Adventurers) de Lewis Gilbert
- 1970 : Les Dynamiteros (La spina dorsale del diavolo) de Niksa Fulgosi et Burt Kennedy
- 1971 : Klopka za generala (sh) de Miomir Miki Stamenković (sh)
- 1973 : Les Dernières Neiges de printemps (L'ultima neve di primavera) de Raimondo Del Balzo
- 1974 : Deps (sh) d'Antun Vrdoljak
- 1974 : Košava (sh) de Dragoslav Lazic (sr)
- 1974 : Il testimone deve tacere (it) de Giuseppe Rosati
- 1974 : Il gioco della verità (it) de Michele Massa (it)
- 1975 : La Trahison (Permission to Kill) de Cyril Frankel
- 1975 : Liberté, mon amour ! (Libera, amore mio!) de Mauro Bolognini
- 1975 : Cagliostro (it) de Daniele Pettinari
- 1975 : Pavle Pavlovic (sh) de Mladomir Puriša Đorđević
- 1976 : Salon Kitty de Tinto Brass
- 1977 : Black Sunday de John Frankenheimer
- 1977 : Éducation spéciale (Specijalno vaspitanje) de Goran Markovic
- 1977 : Disposta a tutto (it) de Giorgio Stegani
- 1978 : Stici pre svitanja (sr) d'Aleksandar Petrović
- 1979 : Partizanska eskadrila (sh) de Hajrudin Krvavac
- 1981 : Siroko je lisce (sr) de Petar Latinovic
- 1982 : La Ballade de Mamelouk (سراب) d'Abdelhafid Bouassida
- 1982 : Pavilón šeliem (sk) de Dušan Trančík (de)
- 1982 : La voce (it) (La vocazione di Suor Teresa) de Brunello Rondi
- 1985 : Crveni i crni (sr) de Miroslav Mikuljan (hr)
- 1987 : Un bambino di nome Gesù de Franco Rossi
- 1992 : Genghis Khan de Ken Annakin
- 1997 : Balkan Island: The Last Story of the Century de Lordan Zafranović
- 1998 : Le Cœur et l'Épée (Il cuore e la spada) de Fabrizio Costa